# 鈴木杜幾子
鈴木 杜幾子（すずき ときこ、1945年7月11日 - ）は、日本の美術史家。明治学院大学名誉教授。専門はフランスを中心とするヨーロッパ近代美術史、ジェンダー論。

## 略歴
東京都生まれ。1969年早稲田大学文学部仏文科卒業。1974年東京大学大学院人文科学研究科博士前期課程（西洋美術史学専攻）修了。1974年からウォーバーグ研究所へ留学。1980年に東京大学大学院人文科学研究科博士後期課程満期退学。明治学院大学文学部芸術学科教授を経て、名誉教授。
1995年『ナポレオン伝説の形成』で芸術選奨新人賞受賞（評論等部門大臣賞）。2012年『フランス革命の身体表象』で芸術選奨文部科学大臣賞受賞（評論等部門）。2014年紫綬褒章受章。夫は建築史家の鈴木博之。

## 著書
- 『画家ダヴィッド 革命の表現者から皇帝の首席画家へ』晶文社 1991
- 『ナポレオン伝説の形成 フランス19世紀美術のもう一つの顔』筑摩書房・ちくまライブラリー 1994
- 『フランス絵画の「近代」 シャルダンからマネまで』講談社選書メチエ 1995
- 『フランス革命の身体表象―ジェンダーからみた200年の遺産』東京大学出版会 2011
- 『画家たちのフランス革命―王党派ヴィジェ＝ルブランと革命派ダヴィッド』角川選書 2020

### 共編著
- 『美術とジェンダー 非対称の視線』千野香織、馬渕明子共編著 ブリュッケ 1997
- 『ボッティチェッリ全作品』高階秀爾、京谷啓徳共著 中央公論美術出版 2005
- 『交差する視線(美術とジェンダー 2)』馬渕明子、池田忍、金惠信共著 ブリュッケ 2005
- 『西洋美術：作家・表象・研究－ジェンダー論の視座から』ブリュッケ 2017

### 翻訳
- ケネス・クラーク『ボッティチェルリ『神曲』素描 ベルリン美術館・ヴァティカン美術館所蔵の原画による』平川祐弘共訳 講談社 1979
- ニコラウス・ペヴズナー『美術・建築・デザインの研究 1・2』 鈴木博之共訳 鹿島出版会 1980
- E・H・ゴンブリッチ『アビ・ヴァールブルク伝 ある知的生涯』晶文社 1986。オンデマンド版も刊
- ローザ・マリア・レッツ『ケンブリッジ西洋美術の流れ 3 ルネサンスの美術』岩波書店 1989
- ゴンブリッチ『シンボリック・イメージ』遠山公一・大原まゆみ共訳、平凡社 1991
- アラン・グルベール『ヨーロッパの装飾芸術 第2巻』（監訳）中央公論新社 2001
- デーヴィッド・アーウィン『新古典主義 岩波世界の美術』岩波書店 2001
- ダナ・アーノルド『美術史 「一冊でわかる」』岩波書店 2006

## 論文
- CiNii┃鈴木杜幾子